# Ворон (рестлер)
Скотт Леви (англ. Scott Levy, род. 8 сентября 1964, Филадельфия, Пенсильвания) — американский рестлер, актёр и подкастер, более известный под именем Ворон (англ. Raven).
Он известен своими выступлениями в таких рестлинг-промоушенах, как Extreme Championship Wrestling (ECW), World Championship Wrestling (WCW), World Wrestling Federation/Entertainment (WWF/E) и Total Nonstop Action Wrestling (TNA). Широко признанный как «один из лучших ораторов в рестлинге», Ворон известен своей «психологической тактикой хила» и образом в стиле гранж. Его вражда с Сэндменом в середине 1990-х годов была описана как «одно из самых эмоциональных соперничеств в истории рестлинга».
Ворону принадлежали такие титулы, как титул чемпиона мира ECW в тяжелом весе, командного чемпиона мира ECW, чемпиона мира NWA в тяжелом весе, чемпиона WCW в полутяжелом весе, чемпиона Соединённых Штатов WCW в тяжелом весе, командного чемпиона мира WCW и хардкорное чемпионство WWF/E. Он является одним из самых титулованных рестлеров в истории, завоевав 36 титулов под знаменами WWE, WCW и ECW, включая рекордные 27 титулов хардкорного чемпиона WWF/E.

## Ранняя жизнь
Леви, еврей по происхождению, родился в Филадельфии, Пенсильвания, сын Пола Ф. Леви, журналиста и старшего редактора The National Enquirer. Он окончил среднюю школу Lake Worth Community High School в 1982 году. Он поступил в Университет штата Делавэр, где получил степень в области уголовного правосудия. Он взял семестровый отпуск в колледже, чтобы записаться в резерв морской пехоты США.

## Титулы и достижения
- Extreme Championship Wrestling

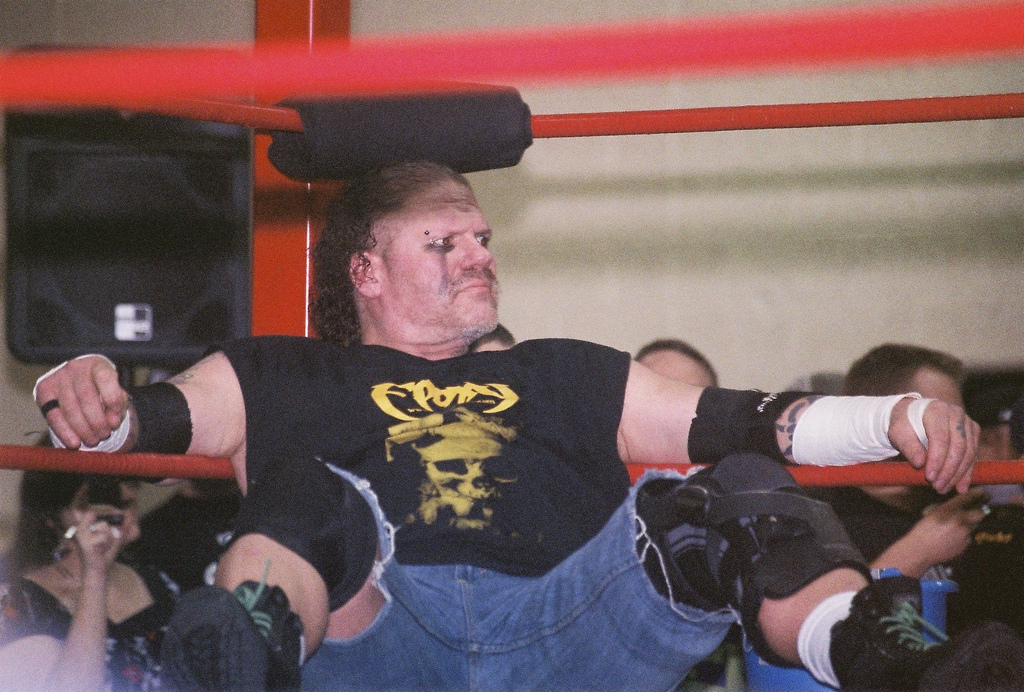
Ворон в фирменной позе

  - Чемпион мира ECW в тяжёлом весе (2 раза)
  - ECW World Tag Team Championship (4 раза) — со Стиви Ричарсом(2), Томми Дримером(1) и Майком Осомом(1)
- Heartland Wrestling Association
  - HWA Tag Team Championship (1 раз) — с Хью Моррусом
- Mid-Eastern Wrestling Federation
  - MEWF Mid-Atlantic Heavyweight Championship (1 раз)
- National Wrestling Alliance
  - NWA Central States Heavyweight Championship (1 раз)
- National Wrestling Federation
  - NWF Heavyweight Championship (1 раз)
- Total Nonstop Action Wrestling
  - Чемпион мира в тяжёлом весе NWA (1 раз)
  - «Царь горы» (2005)
  - Зал славы Impact (2022)
- United States Wrestling Association
  - USWA World Tag Team Championship (1 раз) — с Брайаном Кристофером
- World Championship Wrestling
  - Чемпион WCW в полутяжёлом весе (1 раз)
  - Чемпион Соединённых Штатов WCW в тяжёлом весе (1 раз)
  - Командный чемпион мира WCW (1 раз) — с Перри Сатурном
- World Wrestling Federation / World Wrestling Entertainment
  - Хардкорный чемпион WWF (27 раз)